# Otto Geigenberger
Otto Geigenberger   (Wasserburg am Inn, 6 de juny de 1881 - Ulm, 6 de juliol de 1946) va ser un pintor alemany.

## Biografia
Va ser un dels sis fills de l'escultor Heinrich Geigenberger. De la família, Paul esdevingué escultor, i August caricaturista i il·lustrador conegut. Els bessons Anneliese i Hanns-Otto (fills d'Otto Geigenberger) van néixer el 1914 i posteriorment van estudiar pintura i art gràfic a l'Acadèmia de Munic.
Otto Geigenberger va estudiar a Múnic amb el professor Maximilian Dasio i a la Politècnica (diploma de professor de dibuix). Després d'un breu període d'ensenyament a Oberammergau i Berchtesgaden, es va establir a Munic el 1905 com a professor autònom de pintura i es va casar.
Va viatjar força per estudis: sis mesos a París, un any a Roma, també visites al sud de França, Luxemburg, Bèlgica, Holanda, Àustria i sobretot Itàlia, on cada any pintava aquarel·les de la més variada manera. llocs. Els va treballar al seu estudi en pintures a l'oli, a través de les quals es va donar a conèixer no només a Munic i Alemanya, sinó també internacionalment.
La seva obra ha estat àmpliament exposada tant en exposicions individuals com col·lectives.
Les seves obres són propietat de molts museus nacionals i municipals i de molts col·leccionistes privats dins i fora d'Alemanya.
Geigenberger va rebre l'escassa Medalla Albrecht Dürer, el Premi Roma i el Premi de la Unió d'Artistes Alemanys. Va pertànyer a la Secessió de Munic, a la Secessió de Berlín, a l’Acadèmia Prussiana de les Arts, a l'Associació d'Artistes de Berlín i a partir de 1945 al Neue Gruppe München i al Gremi d'Artistes d'Ulm.
Entre els seus amics artistes més propers es trobaven Joseph Kutter, Anton Kerschbaumer, Julius Sailer, Florian Bosch, Max Liebermann, Bernhard Bleeker, LW Grossmann, Konstantin Garneff, Max Arthur Stremel i Leo Putz. El seu estil va ser un exemple per a molts pintors alemanys. El 1943 va ser condemnat a la prohibició total de tota pintura i venda de les seves obres. No obstant això, a l'exposició Deutsche Künstler und die SS ('Artistes alemanys i les SS') l'any 1944 a Breslau es va exposar el seu quadre Hünengrab in der Heide bei Fallingbostel, així com diverses de les seves obres a la posterior exposició del mateix nom. a Salzburg.
Va morir inesperadament després d'una operació a Ulm el 6 de juliol de 1946.
Hi ha carrers que porten el nom d'Otto Geigenberger a Munic i Wasserburg am Inn.